# بخش پینگچوان
بخش پینگچوان (به لاتین: Pingchuan District) یک منطقهٔ مسکونی در چین است که در بایین واقع شده‌است. بخش پینگچوان ۲٬۱۰۶ کیلومتر مربع مساحت و ۲۰۹٬۰۰۰ نفر جمعیت دارد.